# Estación de Victor Hugo
Victor Hugo es una estación de la línea 2 del metro de París situada en el distrito XVI, al oeste de la capital. 

## Historia
Fue inaugurada el 13 de diciembre de 1900 dentro del tramo inicial de la línea 2 que únicamente contenía tres estaciones. En 1931, fue reconstruida muy cerca de su emplazamiento original, de hecho es visible desde los andenes de la actual, debido a que su gran curvatura impedía que los nuevos trenes de la época pudieran utilizarla sin peligro. 
Debe su nombre al escritor francés Victor Hugo situándose bajo la plaza de mismo nombre.
Sus pasillos fueron renovados en el 2002.  

## Descripción
Se compone de dos andenes laterales y de dos vías. A diferencia de la estación original son totalmente rectos. 
Está diseñada en bóveda elíptica revestida completamente de los clásicos azulejos blancos biselados, con la única excepción del zócalo que es de color verde.Los paneles publicitarios emplean un fino marco dorado con adornos en la parte superior. 
Su iluminación ha sido renovada empleando el modelo vagues (olas) con estructuras casi adheridas a la bóveda que sobrevuelan ambos andenes proyectando la luz en varias direcciones.
La señalización por su parte usa la tipografía CMP donde el nombre de la estación aparece sobre un fondo de azulejos azules en letras blancas. Por último, los asientos de la estación colocados en bloques de cinco, son rojos, individualizados y de tipo Motte.
En uno de los andenes existe además una pequeña vitrina protegida por una barandilla que contiene un busto del escritor con 35 años de edad obra de David d'Angers, una foto de la plaza de los Vosgos donde Victor Hugo vivió durante muchos años y algunos fragmentos de texto de su autoría.